# Brzozowiec (Gmina Iłów)
Pour les articles homonymes, voir Brzozowiec.
Brzozowiec  [bʐɔˈzɔvjɛt͡s] est un village polonais de la gmina d'Iłów dans le powiat de Sochaczew et dans la voïvodie de Mazovie.
Il se situe à environ 3 kilomètres au sud d'Iłów, à 18 kilomètres au nord-ouest de Sochaczew et à 67 kilomètres à l'ouest de Varsovie.